# Join Hands
Albums de Siouxsie and the Banshees
The Scream
(1978) Kaleidoscope
(1980)
Join Hands est le deuxième album studio de Siouxsie and the Banshees, produit par Mike Stavrou. Cet album a été remasterisé en CD en 2006. 
En quelques mois, les Banshees passent d'un post-punk rock froid spasmodique, rapide... à des rythmes plus lents et des ambiances plus inquiétantes, comme plombées (Poppy day, Placebo Effect). À l'époque de sa parution, on avait l'impression qu'une brèche s'ouvrait vers un nouveau continent musical, vers un certain son lourd et oppressant que Joy Division allait couvrir très vite.
Le thème de la guerre, de la perte et du désespoir est abordé tout au long de l'album. Pour divergence de points de vue avec le producteur Mike Stavrou et le manager Nils Stevenson, le guitariste John McKay et le batteur Kenny Morris quittent le groupe peu de temps après la sortie du disque en septembre 1979 à la suite d'un désaccord avec Siouxsie lors d'une séance de dédicace à Aberdeen.
Cet album a depuis été cité par plusieurs chanteurs. Join Hands reste l'un des disques préférés de James Murphy, le leader de LCD Soundsystem.
Morrissey a quant à lui choisi Mother dans sa playlist pour une émission de radio de la BBC2 avec Janice Long, diffusée fin 2008.
Playground Twist est le seul morceau de l'album à avoir été publié en single en juillet 1979.

## Liste des titres
| 1. | Poppy Day        | 2:04 |
| 2. | Regal Zone       | 3:47 |
| 3. | Placebo Effect   | 4:40 |
| 4. | Icon             | 5:27 |
| 5. | Premature Burial | 5:58 |

| 6. | Playground Twist | 3:01  |
| 7. | Mother           | 3:22  |
| 8. | The Lords Prayer | 14:09 |

| 9.  | Love in a Void (version originale, différente de l'album compilation Once Upon a Time: The Singles) | 2:35 |
| 10. | Infantry (instrumental inédit)                                                                      | 3:15 |